# Cortiella hookeri
Cortiella hookeri är en flockblommig växtart som först beskrevs av Charles Baron Clarke, och fick sitt nu gällande namn av C.Norman. Cortiella hookeri ingår i släktet Cortiella och familjen flockblommiga växter. Inga underarter finns listade i Catalogue of Life.